# NGC 2634A
NGC 2634A في الفهرس العام الجديد، هي مجرة، تقع في كوكبة الزرافة. أضيفت لاحقًا إلى الفهرس العام الجديد.

## روابط خارجية
- NGC 2634A على موقع ويكي سكاي: DSS2, SDSS, GALEX, IRAS, Hydrogen α, X-Ray, Astrophoto, Sky Map, Articles and images